# Jack Daniel's

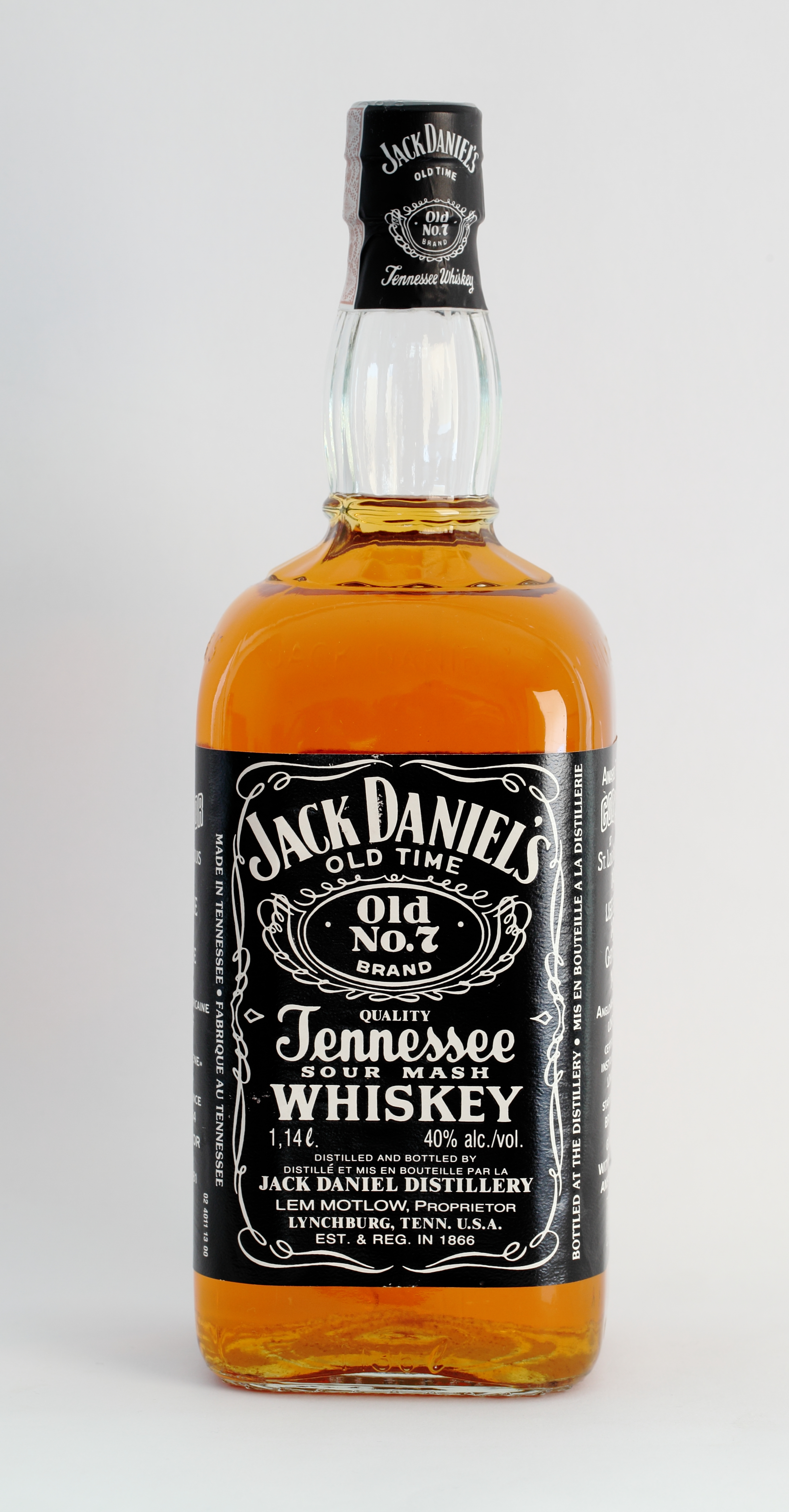
Ampolla de Jack Daniel's

Jack Daniel's és una destil·leria i marca de whisky estatunidenca de Tennessee. El seu mètode de destil·lació és idèntic al del bourbon en pràcticament tot; la diferència més notable és que el whisky Tennessee és filtrat en carbó d'auró argentat, cosa que li confereix un sabor i aroma únics. Coneguda per les seves ampolles quadrades i la seva etiqueta negra, la companyia, establerta a Lynchburg, Tennessee, va ser adquirida per la companyia Brown-Formen el 1957.
La suavització amb carbó vegetal és el procés utilitzat per elaborar el whisky de Tennessee com el Jack Daniel's. El procés consisteix a fer passar molt lentament el whisky acabat d'elaborar a través de grans recipients completament plens amb uns 3 metres (10 peus) de carbó d'auró argentat. El procés dura deu dies i, durant aquest temps, el whisky absorbeix l'essència del carbó, el qual refina la beguda i li proporciona un sabor i una aroma únics.
Els barrils de whisky es fabriquen amb roure blanc d'Amèrica, ja que aquesta fusta té la combinació perfecta de compostos per crear el whisky més exquisit. Mentre el whisky es fa vell dins el barril, la fusta es contreu i s'expandeix segons els canvis climàtics que es produeixen en el seu entorn. Mentre això passa, el whisky entra i surt de la fusta i la combinació d'elements exposada es barreja amb el whisky. La barreja dona al whisky un sabor fumat i una coloració ambre.